# Mente grupal
Uma mente grupal, mente de grupo, mente coletiva, mente de colmeia, ego grupal, coalescência mental ou inteligência gestáltica na ficção científica é um dispositivo de enredo no qual múltiplas mentes, ou consciências, estão ligadas a uma única consciência coletiva ou inteligência. Seu uso na literatura remonta pelo menos ao romance de ficção científica de Olaf Stapledon; Last and First Men (1930). Uma mente grupal pode ser formada por qualquer dispositivo fictício que facilite a comunicação entre cérebro e cérebro, como a telepatia.
Este termo pode ser usado de forma intercambiável com a mente de colmeia. Uma mente de colmeia descreve uma mente coletiva na qual os indivíduos ligados não têm identidade ou livre arbítrio e são possuídos ou controlados pela mente como extensões da mente de colmeia. É frequentemente associada ao conceito de uma entidade que se espalha entre os indivíduos e suprime ou submete sua consciência no processo de integrá-los em sua própria consciência coletiva. O conceito de grupo ou mente de colmeia é uma versão inteligente dos superorganismos da vida real, como uma colônia de formigas ou uma colmeia.

## Lista de mentes de colmeia
Como concebido na ficção especulativa, as mentes de colmeia geralmente implicam perda (quase) completa (ou falta) de individualidade, identidade e pessoalidade. Os indivíduos que formam a colmeia podem se especializar em diferentes funções, similarmente aos insetos sociais. 

### Livros

#### Literatura
- A mente de colmeia extraterrestre chamada Medusa em The Cosmic Rape (também conhecido como To Marry Medusa) por Theodore Sturgeon.
- A Criança em The Midwich Cuckoos (adaptado como Village of the Damned) por John Wyndham.
- Os Cho'ja na Trilogia do Império, de Raymond E. Feist e Janny Wurts.
- Os Bebebebeque em The Draco Tavern de Larry Niven.
- A Bicameral Order de monges pós-humanos que integraram a ciência como religião, no romance Echopraxia de Peter Watts.
- Os Boaty-Bits na Saga of Cuckoo por Frederik Pohl e Jack Williamson.
- Os insetos em Starship Troopers de Robert A. Heinlein. Eles incluem trabalhadores, guerreiros, cérebros e rainhas; entretanto, os filmes e as séries de TV subsequentes apresentam várias outras castas.
- As colmeias coalescentes na série Destiny's Children de Stephen Baxter.
- As composições (como a composição Bellipotent) em A Idade de Ouro e suas sequências.
- O Comprise em Vacuum Flowers de Michael Swanwick.
- Os Corelings em Ciclo das Trevas de Peter V. Bretts pode ser controlado por Coreling-Princes.
- Os "Dark Ones" em Metro 2033.
- Os Drummers em The Diamond Age de Neal Stephenson.
- Os Formics ou "Buggers" na série Ender's Game de Orson Scott Card (Ender's Game, Speaker for the Dead, Xenocide e Children of the Mind).
- Gaia em Limites da Fundação por Isaac Asimov.
- O Hive Mind, no romance Einstein's Bridge de John G. Cramer.
- O Hive Mind, no romance de Neal Asher, The Skinner.
- Os Howlers nos livros Animorphs de K.A. Applegate (na série, os Howlers têm uma memória coletiva).
- Os Joined na The Light of Other Days por Arthur C. Clarke e Stephen Baxter.
- Os Killiks em The Dark Nest Trilogy por Troy Denning.
- Os Majat no romance Serpent's Reach de CJ Cherryh.
- Homem na A Última Pergunta de Isaac Asimov.
- Mycroft Ward em The Raw Shark Texts de Steven Hall.
- A Network em Brain Jack de Brian Falkner.
- Os Phoners em Cell por Stephen King.
- Os Precogs em The Minority Report por Philip K. Dick (e sua adaptação cinematográfica).
- Os Taurans e, mais tarde, Homem em Guerra Sem Fim por Joe Haldemann; Homem para Forever Free.
- Os Raxxor no Dark Swarm de Patrick Olajide é uma raça de insetos polimórficos controlada por uma mente de colmeia conhecida como Silent One ou "a Rainha das Rainhas".
- Rook Gestalt em A Torre (romance) de Daniel O'Malley é um grupo de quatro irmãos que são controlados por uma única inteligência individual.
- O Over-mind e as crianças em evolução, em Childhood's End, por Arthur C. Clarke.
- Os Overlords em Tales from the Pandoran Age de Dante D'Anthony.
- Palador em Rescue Party por Arthur C. Clarke.
- Os Phindin da série de livros Star Wars: Jedi Apprentice, de Dave Wolverton e Jude Watson.
- As Bestas da areia em As dunas da série Deltora Quest.
- O Shub em Deathstalker de Simon R. Green.
- Os Squeem na história futura Xeelee Sequence por Stephen Baxter: uma raça aquática de mente coletiva e a primeira inteligência extra-solar contactada pela humanidade.
- O Swarm no conto de Bruce Sterling com o mesmo nome em Schismatrix.
- Os Swarm no romance de Michael Crichton, Presa.
- Os Tines em A Fire Upon the Deep por Vernor Vinge: um indivíduo solitário é como um cachorro; um pacote de cerca de 4 a 7 é equivalente a um adulto humano; em números maiores, tornam-se confusos, geralmente não-apetecíveis.
- O Tyr em The Madness Season de C. S. Friedman.
- Ygramul em A História Sem Fim por Michael Ende.
- O Yrr em O Cardume pelo autor alemão Frank Schätzing.
- O Vord em Codex Alera por Jim Butcher.
- O Emperor em A Confusion of Princes por Garth Nix.

#### Histórias em quadrinhos
- A Ninhada, uma espécie de alienígena dentro do Universo Marvel.
- Gah Lak Tus, a versão Ultimate Marvel de Galactus, é retratada como um enorme enxame de robôs do tamanho de uma cidade formando uma mente coletiva.
- O Partnership Collective em Schlock Mercenary de Howard Tayler.
- Os Phalanx no universo Marvel.
- A Inteligência Suprema dos Kree no universo Marvel.
- As Stepford Cuckoos na série X-Men da Marvel Comics.
- A Uni-Mind formada pelos Eternos no Universo Marvel.
- The Thousand em Homem-Aranha.
- A Mente Global Xandariana no Universo Marvel.

#### Mangá
- O líder da Akatsuki, Nagato na série Naruto usando bastões especiais para transmitir sua consciência em seis cadáveres que ele controla enquanto seu corpo real está escondido a uma distância segura.
- Em Pocket Monsters Special Diamond e Pearl Saga, os membros do Team Galaxia compartilham uma mente de colmeia que controla seus movimentos e ações.

### Mídia

#### Animação
- O Coração de Atlântida em Atlantis: O Reino Perdido da Walt Disney Feature Animation.
- Os Homenzinhos Verdes (HVs) de Buzz Lightyear do Comando Estelar.
- Os Skraaldianos em Homens de Preto são psiquicamente vinculados; se um deles é morto, os outros sabem imediatamente e quem o fez.
- Os invasores alienígenas em Godzilla: The Series.
- A Molecada da Rua de Baixo em Codename: Kids Next Door.
- Unity, Beta 7 e Million-Ants em Rick e Morty.
- The Monkey Splooge Beings em Family Guy.
- Lazarus 92 em Samurai Jack.

#### Anime
- Os Anti-Espirais em Tengen Toppa Gurren Lagann são uma mente grupal, tendo perdido sua individualidade para parar a evolução. A batalha final da série é contra um ser que representa suas mentes coletivas.
- A corrida Invid em Robotech.
- Os Lilin, toda a humanidade na série de anime Neon Genesis Evangelion.
- A Central, Uma evolução dimensional alternativa da humanidade em Linebarrels of Iron.
- Em Psycho-Pass, o Sistema Sibyl encarregado de controlar a sociedade é composto de cérebros humanos ligados para formar um supercomputador.
- Os Ex-Machina, uma raça de formas de vida cibernéticas conectadas mentalmente, compartilhando informações e sendo divididas em clusters, que aparecem em No Game, No Life Zero.
- Os Virm em Darling no Franxx.

#### Filmes
- As crianças alienígenas no filme de 1960 Village of the Damned (e seu remake de 1995 ), bem como a sua sequência, Children of the Damned (1963).
- A raça Xenomorfo em Alien (1979) e suas muitas sequências.
- Nestor, do filme de Roger Corman Battle Beyond the Stars (1980).
- Os fantasmagóricos "Gêmeos" em Matrix Reloaded (2003).
- As Máquinas na trilogia Matrix forma uma mente aparentemente conectada, especialmente no final de The Matrix Revolutions, onde elas se unem em um rosto para falar com Neo.
- As crianças em The Plague (2006), de Clive Barker.
- Os Treze Esqueletos de Cristal em Indiana Jones e o Reino da Caveira de Cristal, todos separam entidades portadoras de conhecimento que finalmente se fundem para se tornar um único ser alienígena. (2008)
- Eywa é formado por uma complexa rede neural composta de muitos organismos na lua Pandora, no filme Avatar (2009).
- A equipe de motociclistas Autobots em Transformers: Revenge of the Fallen (2009), conhecida como Arcee (incluindo Arcee, Chromia e Elita One) compartilha uma mente de colmeia.
- Os Kaiju do filme Pacific Rim compartilham uma mente de colmeia. O cientista Newton Geiszler cria uma máquina que lhe permite criar uma ligação mental com um fragmento de cérebro kaiju, no entanto, o resultado é que ele atrai dois Kaiju; Leatherback e Otachi que atacam Shangai, China. Esta ligação mental permite que Newton veja as memórias dos Kaiju e descubra mais sobre eles.
- Os Formics ou Buggers no filme Enders Game (2013).
- O Ômega no filme No Limite do Amanhã (2014).
- As pessoas infectadas pelas lesmas do filme Slither também agiam como uma mente de colmeia.

#### Séries de televisão
- Os Bringers of the First Evil em Buffy, a Caçadora de Vampiros.
- Os transgênicos X7 da série Dark Angel.
- Os Cybermen e Cyberiad, o Ood, o Rutan Host, a Universal Mind e o Toclafane em Doctor Who.
- A Molecada da Rua de Baixo em Codename: Kids Next Door.
- Os Replicadores no Stargate SG-1 são ligados via subespaço, mas cada Replicador tem seu próprio "canto" do espaço onde pode pensar em particular sem que os outros saibam o que pensa. Isso, no entanto, pode ser exclusivo para os Replicadores de forma humana.
- Os robôs Bebe em Kim Possible.
- Os Borg em Star Trek. A Rainha Borg assume um papel de coordenadora; os drones, apesar de possuírem consciência de grupo, possuem identificações de espécies e designações individuais. Alguns Borg inconscientemente mantêm suas identidades em "Unimatrix Zero".
- Os Strigoi na série de TV The Strain no FX.
- O Inumano conhecido como Hive, que está possuindo o cadáver de Grant Ward, em Agentes da S.H.I.E.L.D., é um parasita que pode infectar outros inumanos, e forma uma mente de colmeia com eles.
- Unity, uma mente de colmeia que apareceu no episódio de Rick e Morty "Auto Erotic Assimilation".
- Unity, um parasita alienígena que tentou infectar o mundo em Superman: The Animated Series.
- Jasmine usa mente de colmeia na 4ª temporada de Angel.
- A.L.I.E. em The 100.
- Stranger Things a série Netflix usa a mente de colmeia na 2ª temporada (The Mind Flayer ou Shadow Monster).
- Legião Uma entidade Gestalt - na série Red Dwarf VI Episódio 2.

### Jogos

#### Jogos de RPG
- O Darkspawn em Dragon Age Origins, liderado por um Archdemon. Os jogadores podem beber o sangue de um Darkspawn, e ele irá matá-los, enlouquecê-los ou dar-lhes a capacidade de sentir o Darkspawn e o Archdemon.
- Grupos de ratos crânio de Planescape cenário de campanha para o Dungeons & Dragons jogo de role-playing.
- O Modron e o Formian de Dungeons & Dragons.
- O Crimborg em The Kingdom of Loathing.
- Os Borg em Star Trek Online.
- Os Tyranids em Warhammer 40.000.

#### Jogos eletrônicos
- Os Aparoides em Star Fox: Assault.
- A Beast no Homeworld: Cataclysm.
- A Consciência C (О-Сознание em russo) em S.T.A.L.K.E.R.: Shadow of Chernobyl.
- Exército cyborg do CABAL no Conquer Command &: Tiberian Sun Firestorm pacote de expansão.
- As pessoas escuras em The Longest Journey e Dreamfall.
- Omar em Deus Ex: Invisible War.
- Os Destruidores em Guild Wars: Eye of the North.
- O parasita Flood na série Halo mata e revive as vítimas, retirando informações necessárias do cérebro. A consciência coletiva do Flood manifesta-se como um Gravemind, ou "mente composta".
- O Necromorph Hive Mind em Dead Space.
- Os Kharaa na Natural Selection.
- Os Kytinn em Mortal Kombat.
- Os Klackon na série Master of Orion.
- Os Lambent na série Gears of War.
- O BlackLight infectado no jogo eletrônico Prototype.
- The Many no System Shock 2.
- O Orz no Star Control 2.
- O Overmind no shooter em primeira pessoa Tremulous.
- Planeta em Sid Meier's Alpha Centauri.
- Múltiplas raças no universo de Mass Effect, mais proeminentemente os rachni. Os Reapers são naves estelares, cada qual composta de bilhões de mentes orgânicas; [3] Sovereign, a vanguarda da frota Reaper, aborda isso afirmando "Nós [os Reapers] somos cada um uma nação". Os Collectors parecem ter pouca ou nenhuma consciência, sendo escravos do Reaper conhecido como Harbinger.
- O Shibito na série Siren.
- Os Skritt em Guild Wars 2. Um indivíduo Skritt é capaz de pensar por si só, no entanto, é uma presa extremamente pouco inteligente e vulnerável. No entanto, quanto mais Skritt você se encontra em um grupo, mais inteligente cada membro do grupo se torna. Em teoria, toda uma cidade de Skritt poderia ser a espécie mais inteligente do jogo.
- Superhot em Superhot.
- O Tuurngait na série de jogos Penumbra.
- A raça Uhlek em Starflight.
- Os Vex em Destiny.
- Os organismos X-Parasite em Metroid Fusion matam e revivem suas vítimas vivas para transformá-los em seres semelhantes a zumbis. As Vespas da Guerra em Metroid Prime culminam em uma gigantesca mente de colmeia chamada Hive Mecha na tentativa de impedir que Samus Aran receba o upgrade do lançador de mísseis.
- O Enxame Zerg na série Starcraft é controlado pela Overmind e, mais tarde, por Sarah Kerrigan.
- O Zoni em Ratchet & Clank Future: A Crack in Time.
- Ceph da série Crysis.
- Corvus e humanos com uma Interface Neural Direta em "Call of Duty: Black Ops III", fazendo com que os mortos coexistam na Floresta Congelada desde que tenham uma Interface Neural Direta ativa.
- Em Stellaris, você é capaz de jogar como uma civilização de "consciência Gestalt".
- O BETA da franquia Muv-Luv.
- O Infestado no Warframe.
- A consciência Gestalt em Stellaris.

### Não ordenados
- O Bohrok na saga LEGO Bionicle é controlado por Krana, que se liga em uma mente de colmeia.
- O Harrower no jogo Gloomhaven é composto de milhares de insetos, que juntos têm inteligência através de uma mente de colméia.
- O Pokémon Exeggcute é composto de vários ovos que têm uma mente de colmeia, controlada pelo ovo maior.
- Os Primes na Saga Commonwealth britânica de Peter F. Hamilton.
- O Rei rato na The Ballad of Halo Jones e em The Amazing Maurice and His Educated Rodents de Terry Pratchett.
- Os slivers na história de Magic: The Gathering. Eles aparecem primeiro em Rath, mas são vistos novamente sob a batalha de Otaria, e mais uma vez durante o caos temporal da Time Spiral.
  - Slivers levam a ideia da mente de colmeia um passo adiante: em vez de compartilhar apenas uma consciência, elas também compartilham atributos físicos, como respirar fogo, regenerar, crescer asas ou uma garra extra. Eles ganham esses atributos estando próximos de outro.
- Os Tachyons em Godzilla: A Série.
- Os Xar-Ggothua em Xombie não só compartilham pensamentos um com o outro, mas cada um pode renascer em um novo Xar ou até mesmo um grupo de três pelo Xin-Jithoth. Supõe-se que isso também pode ser feito com seus "primos", o Xi-Thyndri e o Xth Nthogg.
- Quatermass and the Pit.
- Star Maker.

## Lista de mentes grupais não-colmeia
Uma mente grupal que não é uma mente de colmeia: os indivíduos mantêm suas identidades e livre arbítrio, e podem entrar ou se separar da mente grupal por sua própria vontade. Alguns exemplos podem ter características de mente de colmeia e mente grupal. Nem sempre existe uma linha divisória clara: alguns drones Borg de Star Trek, como o Sete de Nove, foram forçados a se separar do coletivo.
- Os Monicans, um misterioso grupo de assassinos no filme Æon Flux, são capazes de se comunicar secretamente com cada um telepaticamente, ativados por uma pílula. Como não é explicado, também pode ser possível que a mensagem seja transmitida pela pílula de uma forma que o destinatário possa interagir, permitindo o diálogo bidirecional simples que ocorreu na segunda mensagem.
- O Advent em Sins of a Solar Empire Uma subespécie de humanos que está em constante contato mental um com o outro.
- Os hiper-evoluídos Arisians da série Lensman de "Doc" Smith podem formar fusões multi-mente, assim como Lensmen altamente treinados.
- Os Fundadores (Changelings) em Star Trek são indivíduos, mas formam uma mente grupal enquanto conectados no Great Link.
- O projeto Mind Whisper em Dollhouse.
- O grupo de crianças prodígio telepáticas em Mais Que humanos de Theodore Sturgeon.
- O grupo de crianças prodígio telepáticas em The First Men de Howard Fast.[4]
- Os Conjoiners em Revelation Space, Chasm City, Redemption Ark, Absolution Gap e contos de Alastair Reynolds. Eles mantêm suas identidades, mas se comunicam por meio de implantes e agem como um grupo.
- Os Divine Predecessors, uma coleção de cérebros desencarnados retirados de encarnações anteriores de Sua Divina Sombra na série de televisão Lexx.
- Os Edenists em The Night's Dawn Trilogy de Peter F. Hamilton permanecem indivíduos, mas confiam na empatia telepática para apoio emocional, estabilidade pessoal e referendos em toda a colônia em decisões importantes.
- O "Fold", uma rede sem fio de nanites que infectam seres humanos e super-humanos em "Marvel: Ultimate Alliance 2", alterando a mente dos infectados, deixando a personalidade intacta enquanto muda todos os objetivos e desejos para combinar com o fold, com o infectado não percebendo isso.
- Os Geth em Mass Effect e Mass Effect 2, embora as plataformas individuais, não próximas de outros geth, sejam mais ferozes do que sencientes.
- Gaia e Galaxia na Série da Fundação de Isaac Asimov.
- Kithkin dos magos do jogo de cartas Magic the Gathering. Eles têm suas identidades intactas, mas estão ligados por Thoughtweft, que liga seus sentimentos.
- As Little People de Methuselah's Children de Robert A. Heinlein; as memórias individuais dos corpos originais são retidas.
- Os Martians de A Miracle of Science usam a comunicação de FTL cérebro-a-cérebro; eles não perdem sua individualidade apesar de serem membros da mente grupal.
- Os Estranhos no filme Dark City, um grupo de alienígenas que experimentam em humanos em busca de sua alma. Embora cada estranho pareça ser um indivíduo, eles podem combinar seus poderes psicocinéticos para trabalhar a máquina em toda a cidade, ter um conjunto de memória de colmeia e ter uma biblioteca de memórias humanas que seu médico pode combinar para criar uma nova memória. O objetivo dos estranhos é obter a individualidade humana.
- Os Pods no Singularity's Ring, de Paul Melko, consiste de até cinco pessoas, cada uma contribuindo com suas capacidades e pontos fortes individuais.
- A humanidade está se aproximando do Unity com a mente do grupo galáctico existente na série Galactic Milieu de Julian May. Os humanos "operantes" também são capazes de formar mentes de grupo menores e temporárias, chamadas metaconcerts com outros operantes.
- Toda a humanidade no final do Neon Genesis Evangelion, depois de ser reduzida a LCL.
- Toda a humanidade no último episódio de Serial Experiments Lain, depois de todos estarem subconscientemente conectados uns aos outros através de uma avançada versão global sem fio da internet.
- Os Pokémon Doduo, Dodrio, e Exeggutor.
- Evroniani da série em quadrinhos da Disney, PKNA.
- O Franklin Collective de Accelerando por Charles Stross.
- Las Plagas, e, por extensão, os Ganados, de Resident Evil 4.
- The Unity em Hosts por F. Paul Wilson; membros recém-infectados podem ocasionalmente se libertar da mente grupal e pensar por si mesmos, mas acabam sendo dominados completamente.
- Os inhabitants of Camazotz, em A Wrinkle In Time de Madeleine L'Engle.
- [até certo ponto] The Human Beings, de acordo com o processo de autoaprendizagem da Nature's Semi-consciousness em Nature is seeing a shrink por Lucas Monaco Toledo.
- The underground (Também conhecido como "The Joined") em The Light of Other Days usa Interface cérebro-computador e comunicação buraco de minhoca.
- The telepathic people of Lys em A Cidade e as Estrelas por Arthur C. Clarke.
- O líder do Individual Eleven, Kuze, no anime Ghost in the Shell: S.A.C. 2nd GIG comunica-se com os refugiados de guerra através dos seus implantes cibernéticos. Ao transmitir constantemente todos os seus pensamentos e sentimentos aos refugiados através da "Rede", Kuze se torna seu amigo, companheiro e líder em sua luta para estabelecer um novo estado. A única diferença de um mentor é que ele deixa todo mundo decidir, seja para seguir sua liderança ou não.
- Os Cyberbrains de cada cyborg em Ghost in the Shell, revelaram ainda mais em Solid State Society, quando Koshiki revelou que cada cyborg compartilhava a mesma consciência.
- O Transcendence em Transcendent por Stephen Baxter.
- Os Keymasters em Spectrum por Sergey Lukyanenko.
- O Fleetmind, ou Petey, em Schlock Mercenary.
- Os Strogg de Quake 2 e Quake 4.
- Os Protoss da série StarCraft compartilham uma consiência coletiva coletiva dispersa através de uma prática mental chamada Khala. No entanto, eles ainda mantêm sua individualidade.
- Os Virindi, uma raça/espécie do jogo para PC Asheron's Call, são entidades flutuantes e invisíveis que usam mortalhas físicas (principalmente mortalhas esfarrapadas, mas algumas formas de Virindi usam o que parece uma armadura), máscaras brancas (como Vega em Street Fighter II) que têm buracos oculares roxos brilhantes (alguns têm pupilas vermelhas) e, às vezes, sorrisos distorcidos nas máscaras. Eles lutam usando foices mágicas. Eles têm uma mente singular que se chama "The Singularity". Os Virindi falam apenas no plural (ou seja, nós, etc.) quando falam de si mesmos. Alguns "indivíduos" se libertaram da Singularidade e tem sua própria consciência individual.
- Os Zilart em Final Fantasy XI, uma raça antiga conectada por um tipo de vínculo mental que eles chamam de Whisper of Souls (Sussurro das Almas). Alguns nascem sem esse vínculo e são terrivelmente escravizados e forçados a usar um amuleto que os conecta artificialmente ao Whisper (Sussurro).
- Os Vortigaunts da série Half-Life compartilham um elo comunal telepático.
- As Stepford Cuckoos dos quadrinhos dos X-Men compartilham uma mente grupal que pode se dividir em partes.
- Os Agentes da franquia Matrix.
- Os Asurans de Stargate Atlantis: Embora sua liderança possa usar o coletivo para reprogramar pensamentos desviantes, eles possuem personalidades individuais além disso, e podem usá-lo para transferir sua consciência para novos corpos depois que seus antigos são destruídos.
- Os Babies de A Cage of Butterflies.
- Os Cylons de Battlestar Galactica.
- A corrida de máquinas Vex no videogame Destiny possui comandantes especializados chamados Axis Minds. Essas unidades são usadas para coordenar a implantação de tropas planetárias e a formação de terra, libertando unidades menores de estratégias complexas.
- Os replica soldiers do universo de F.E.A.R. são controlados pelo Telepathic commander.
- Os Hypotheticals no romance Spin de Robert Charles Wilson, uma galáxia de bilhões de anos de idade altamente avançada que abrange um coletivo benevolente de máquinas Von Neumann.
- Os Taelons da série de TV Earth: Final Conflict estão conectados entre si através da Commonality.
- Os moradores da cidade de Santaroga em The Santaroga Barrier de Frank Herbert.
- A raça Sylvari em Guild Wars 2 compartilha um sonho comum dos sonhos, através do qual eles aprendem o entendimento básico do mundo.
- Os lobisomens da série Twilight são capazes de compartilhar pensamentos entre sua própria matilha. Os lobos alfa também podem compartilhar pensamentos uns com os outros, mas devem pensar diretamente um no outro.
- Na trilogia de livros de ficção científica de David Alexander Smith, começando com Marathon,[5] a espécie Cygnan é revelada no segundo livro Rendezvous como capaz de entrar em um estado de consciência de transe com outros membros de sua unidade social chamada djan.  Durante esse período, a mente djan se torna consciente e é capaz de pensar, causada por feromônios trocados entre os djan. Os Cygnans individuais têm uma ligação aumentada e afecções inconscientes, mas não têm lembrança cognitiva da experiência.
- No livro "In the Cube", de David Alexander Smith, as espécies Pheneri são capazes de ver, encenar e realmente sentir cada morte individual de membros passados de sua espécie.
- Os Hydrans telepáticos de Psion e Dreamfall de Joan Vinge. Estes variam; os de Psion parecem mais uma consciência fluida contínua, mas descritos como incomuns devido a circunstâncias difíceis, enquanto os de Dreamfall são indivíduos mais reconhecidamente humanos, tipicamente em pelo menos leve contato mental entre si.
- Os Patternists no romance de Octavia Butler; Patternmaster.
- O coral de Eureka Seven.
- As crianças Nexus na série Nexus de Ramez Naam. As crianças são capazes de se comunicar telepaticamente umas com as outras e ensinar umas às outras novas informações por meio de uma nanotecnologia conhecida como "Nexus".
- Os personagens principais na série da Netflix; Sense8.
- As principais decisões dentro de uma frota individual da série Machineries of Empire de Yoon Ha Lee podem ser tomadas por uma mente temporária dos generais.
- Duas ou mais gemas, uma raça alienígena no desenho animado Steven Universe, podem formar uma 'fusão', na qual suas mentes e formas físicas são combinadas em um único ser, que exibe todas as habilidades, habilidades e traços de personalidade das gemas constituintes.
- O vermillion, de LEGO.